# Архангельська Оксана Володимирівна
Оксана Володимирівна Архангельська (нар. 30 липня 1962, Полтава) — українська акторка театру і кіно.

## Біографія
Народилася 30 липня 1962 року у Полтаві. У 1983 році закінчила Київський державний інститут театрального мистецтва (нині — Київський національний університет театру, кіно і телебачення імені Івана Карпенка-Карого). З 1983 року — акторка Київського театру драми і комедії на лівому березі Дніпра.

## Театральні ролі

### Київський театр драми і комедії на лівому березі Дніпра
- Офелія — «Гамлет» (1984);
- Тетяна — «Провинциалки» (1986);
- Квітка — «Деревянный король» (1989);
- Дівчина — «Пленённый тобою» (1991);
- Наталія Павлівна — «Брехня» (1992);
- Дівчина — «Чарівниця» (1993);
- Принцеса — «Каприз принцессы» (1993);
- Монахиня — «Бес…конечное путешествие» (1994);
- Бланш — «Трамвай „Желание“» (1994);
- Марфа Варфоломіївна — «Олеся» (1994);
- Маріанна — «Игра о влюблённом ростовщике» (за п'єсою Ж.-Б. Мольєра «Скупий», 1995);
- Людмила — «Мелкий бес» (1997);
- Саша — «Живой труп» (1997);
- Смеральдіна, Придвірна дама — «Любовь к трём апельсинам» (1997);
- Сільська жителька — «Рогоносец» (1998);
- Леді Чілтерн — «Идеальный муж» (1999);
- Ельвіра — «Что вы потеряли в чужих снах?» (за п'єсою М. Фріша «Санта Крус», 1999);
- Дора — «Так закончилось лето…» (за романом І. Шоу «Люсі Краун», 1999);
- Погорєльцева — «Вечный муж» (1999);
- Друга чаклунка — «Нехай одразу двох не любить…» (за п'єсою М. Старицького «Ой, не ходи, Грицю…», 2000);
- Поппі Нортон — «Зрители на спектакль не допускаются!» (за п'єсою М. Фрейна «Театр», 2001);
- Констанца Моцарт — «Женские игры» (2002);
- Нінель Георгіївна — «Веселитесь! Всё хорошо?!» (за п'єсою Е. Унгарда «Аделаїда», 2003);
- Ненсі Валлоне — «Врём чистую правду» (за п'єсою Х. Бергера «Ще один Джексон», 2003);
- Місіс Вебб — «Наш городок» (2004);
- Жінка Дон Жуана — «Соблазнить, но не влюбиться» (за п'єсою Е. Радзінського «Окончание Дон Жуана», 2005);
- Медсестра, Дівчина — «Голубчики мои!…» (за творами Ф. Достоєвського та О. Володіна, 2006);
- Маркіза де Мертей — «Опасные связи» (2007);
- Селена Ужевич — «Куда подует ветер» (за п'єсою Л. Піранделло «Ліола», 2010);
- Тетяна Григоріївна — «Возвращение блудного отца» (2010).

## Фільми та серіали
| Рік       | Ориг. назва фільму / назва фільму українською                           | Роль                                                              |
| --------- | ----------------------------------------------------------------------- | ----------------------------------------------------------------- |
| 1982      | Жіночі радощі й печалі (Женские радости и печали)                       | Мар'яна Чернець (у титрах акторка зазначена як Оксана Слободенюк) |
| 1985      | Далекий голос зозулі (Далекий голос кукушки)                            |                                                                   |
| 1990      | Далі польоту стріли (Дальше полета стрелы)                              | Аліса                                                             |
| 2004      | Казанова поневолі (Казанова поневоле)                                   |                                                                   |
| 2004      | Світло у вікні навпроти (Свет в окне напротив) (короткометражний фільм) |                                                                   |
| 2006      | Повернення Мухтара-3 (Возвращение Мухтара-3) (телесеріал)               |                                                                   |
| 2007      | Повернення Мухтара-4 (Возвращение Мухтара-4) (телесеріал)               | Крестовська                                                       |
| 2007      | Іван Подушкін. Джентльмен розшуку-2 (Иван Подушкин. Джентльмен сыска-2) | Епізод                                                            |
| 2008      | Осінній вальс (Осенний вальс)                                           | Людмила Олександрівна                                             |
| 2009      | Афера «Фаревелл»                                                        | Епізод                                                            |
| 2009      | Дурочка (короткометражний) реж. І. Громозда                             | Дружина                                                           |
| 2010-2012 | Єфросинія (Ефросинья) (телесеріал)                                      | Євгенія                                                           |
| 2018      | Обручка з рубіном (н/д) (телесеріал)                                    | Валерія Добровольська                                             |
| 2019      | Сонячний листопад (телесеріал)                                          |                                                                   |
| 2019      | Кровна помста (телесеріал)                                              | Марина                                                            |
| 2025      | Песики                                                                  | Фаїна                                                             |